# Lista de sub-regiões portuguesas ordenadas pelo PIB per capita
A seguinte lista demostra todas as 25 sub-regiões portuguesas ordenadas pelo produto interno bruto per capita de acordo com a evolução da economia sub-regional desde 2009. Todos os dados se baseiam nos censos oficiais do Instituto Nacional de Estatística.

## Sub-regiões pelo PIB
A lista mostra as sub-regiões portuguesas pelo produto interno bruto per capita em 2021, junto com a percentagem do poder de compra e o crescimento real em comparação do ano anterior.
| Posição | Posição          | Sub-região                   | PIB per capita (em €) | Poder de compra (Portugal = 100 %) | Crescimento desde 2020 |
| Em 2021 | Comparada a 2020 | Sub-região                   | PIB per capita (em €) | Poder de compra (Portugal = 100 %) | Crescimento desde 2020 |
| ------- | ---------------- | ---------------------------- | --------------------- | ---------------------------------- | ---------------------- |
| 1       | (0)              | Área Metropolitana de Lisboa | 26.588                | 128,5 %                            | 6,8 %                  |
| 2       | (0)              | Alentejo Litoral             | 24.853                | 120,1 %                            | 23,6 %                 |
| 3       | (1)              | Região de Aveiro             | 21.023                | 101,6 %                            | 8,3 %                  |
| 4       | (1)              | Região de Leiria             | 20.719                | 100,1 %                            | 5,6 %                  |
| 5       | (1)              | Baixo Alentejo               | 20.514                | 99,1 %                             | 9,5 %                  |
| 6       | (1)              | Área Metropolitana do Porto  | 19.863                | 96,0 %                             | 6,5 %                  |
| 7       | (2)              | Algarve                      | 19.791                | 95,6 %                             | 3,1 %                  |
| 8       | (2)              | Madeira                      | 19.488                | 94,1 %                             | 10,4 %                 |
| 9       | (1)              | Região de Coimbra            | 18.969                | 91,6 %                             | 4,5 %                  |
| 10      | (1)              | Beira Baixa                  | 18.916                | 91,4 %                             | 6,7 %                  |
| 11      | (1)              | Açores                       | 18.689                | 90,3 %                             | 7,9 %                  |
| 12      | (1)              | Alentejo Central             | 18.532                | 89,5 %                             | 5,1 %                  |
| 13      | (0)              | Lezíria do Tejo              | 18.300                | 88,4 %                             | 7,0 %                  |
| 14      | (0)              | Cávado                       | 18.210                | 88,0 %                             | 7,0 %                  |
| 15      | (0)              | Ave                          | 17.797                | 86,0 %                             | 8,8 %                  |
| 16      | (0)              | Médio Tejo                   | 17.317                | 83,7 %                             | 8,3 %                  |
| 17      | (0)              | Oeste                        | 16.841                | 81,4 %                             | 5,4 %                  |
| 18      | (1)              | Viseu Dão-Lafões             | 16.464                | 79,5 %                             | 7,1 %                  |
| 19      | (3)              | Alto Alentejo                | 16.409                | 79,3 %                             | 7,6 %                  |
| 20      | (1)              | Alto Minho                   | 16.343                | 79,0 %                             | 6,6 %                  |
| 21      | (3)              | Terras de Trás-os-Montes     | 16.262                | 78,6 %                             | 4,5 %                  |
| 22      | (0)              | Douro                        | 16.159                | 78,1 %                             | 9,2 %                  |
| 23      | (0)              | Beiras e Serra da Estrela    | 14.710                | 71,1 %                             | 5,0 %                  |
| 24      | (0)              | Alto Tâmega                  | 13.780                | 66,6 %                             | 8,0 %                  |
| 25      | (0)              | Tâmega e Sousa               | 13.336                | 64,4 %                             | 7,8 %                  |
|         |                  | Portugal                     | 214.470               | 7,2 %                              | 100 %                  |

## Desenvolvimento do PIB per capita das Sub-regiões
A lista mostra o desenvolvimento económico das sub-regiões portuguesas através do produto interno bruto per capita desde 2009 até 2021, mostrando os valores de cada três anos, e o crescimento final.
| Sub-região                   | PIB per capita (2009) | PIB per capita (2012) | PIB per capita (2015) | PIB per capita (2018) | PIB per capita (2021) | Crescimento |
| ---------------------------- | --------------------- | --------------------- | --------------------- | --------------------- | --------------------- | ----------- |
| Área Metropolitana de Lisboa | 23.726                | 22.152                | 23.088                | 25.916                | 26.588                | 12,1 %      |
| Alentejo Litoral             | 18.666                | 19.852                | 24.836                | 25.428                | 24.853                | 33,2 %      |
| Região de Aveiro             | 15.383                | 15.050                | 16.867                | 19.759                | 21.023                | 36,7 %      |
| Região de Leiria             | 16.210                | 15.598                | 17.197                | 19.637                | 20.719                | 27,8 %      |
| Baixo Alentejo               | 15.125                | 15.480                | 16.905                | 19.502                | 20.514                | 35,6 %      |
| Área Metropolitana do Porto  | 15.342                | 14.965                | 16.469                | 19.184                | 19.863                | 29,5 %      |
| Algarve                      | 16.928                | 16.091                | 17.843                | 22.151                | 19.791                | 16,9 %      |
| Madeira                      | 16.342                | 15.409                | 16.747                | 19.438                | 19.488                | 19,3 %      |
| Região de Coimbra            | 14.962                | 14.589                | 15.952                | 18.348                | 18.969                | 26,8 %      |
| Beira Baixa                  | 13.986                | 15.441                | 16.150                | 17.551                | 18.916                | 35,3 %      |
| Açores                       | 15.006                | 14.430                | 15.542                | 17.601                | 18.689                | 24,5 %      |
| Alentejo Central             | 14.220                | 13.957                | 15.156                | 17.990                | 18.532                | 30,3 %      |
| Lezíria do Tejo              | 14.862                | 13.736                | 14.923                | 16.898                | 18.300                | 23,1 %      |
| Cávado                       | 12.761                | 12.543                | 13.985                | 16.767                | 18.210                | 42,7 %      |
| Ave                          | 11.715                | 12.377                | 14.415                | 16.739                | 17.797                | 51,9 %      |
| Médio Tejo                   | 13.613                | 13.275                | 14.225                | 16.201                | 17.317                | 27,2 %      |
| Oeste                        | 13.540                | 12.740                | 13.978                | 16.179                | 16.841                | 24,4 %      |
| Viseu Dão-Lafões             | 12.323                | 12.176                | 13.010                | 14.955                | 16.464                | 33,6 %      |
| Alto Alentejo                | 12.367                | 11.776                | 13.598                | 15.494                | 16.409                | 32,7 %      |
| Alto Minho                   | 11.648                | 11.853                | 12.946                | 15.548                | 16.343                | 40,3 %      |
| Terras de Trás-os-Montes     | 12.554                | 11.951                | 13.607                | 15.406                | 16.262                | 29,4 %      |
| Douro                        | 10.967                | 11.265                | 12.444                | 14.461                | 16.159                | 47,4 %      |
| Beiras e Serra da Estrela    | 10.154                | 10.189                | 11.654                | 13.650                | 14.710                | 44,9 %      |
| Alto Tâmega                  | 10.580                | 10.406                | 11.002                | 12.591                | 13.780                | 30,6 %      |
| Tâmega e Sousa               | 9.577                 | 9.633                 | 10.765                | 12.137                | 13.336                | 39,3 %      |
| Portugal                     | 16.598                | 16.006                | 17.350                | 19.952                | 20.698                | 24,7 %      |

## Desenvolvimento do Poder de compra
A lista mostra o desenvolvimento do produto interno bruto per capita em comparação ao poder de compra nacional entre os anos de 2009 e 2021, mostrando os valores de cada três anos, e a sua variação final.
| Sub-região                   | PIB per capita (2009) | PIB per capita (2012) | PIB per capita (2015) | PIB per capita (2018) | PIB per capita (2021) | Variação |
| ---------------------------- | --------------------- | --------------------- | --------------------- | --------------------- | --------------------- | -------- |
| Área Metropolitana de Lisboa | 142,9 %               | 138,4 %               | 133,1 %               | 129,9 %               | 128,5 %               | 14,4 %   |
| Alentejo Litoral             | 112,5 %               | 124,0 %               | 143,2 %               | 127,5 %               | 120,1 %               | 7,6 %    |
| Região de Aveiro             | 92,7 %                | 94,0 %                | 97,2 %                | 99,0 %                | 101,6 %               | 8,9 %    |
| Região de Leiria             | 97,7 %                | 97,5 %                | 99,1 %                | 98,4 %                | 100,1 %               | 2,4 %    |
| Baixo Alentejo               | 91,1 %                | 96,7 %                | 97,4 %                | 97,7 %                | 99,1 %                | 8,0 %    |
| Área Metropolitana do Porto  | 92,4 %                | 93,5 %                | 94,9 %                | 96,1 %                | 96,0 %                | 3,6 %    |
| Algarve                      | 102,0 %               | 100,5 %               | 102,8 %               | 111,0 %               | 95,6 %                | 6,4 %    |
| Madeira                      | 98,5 %                | 96,3 %                | 96,5 %                | 97,4 %                | 94,1 %                | 4,4 %    |
| Região de Coimbra            | 90,1 %                | 91,1 %                | 91,9 %                | 92,0 %                | 91,6 %                | 1,5 %    |
| Beira Baixa                  | 84,5 %                | 96,5 %                | 93,1 %                | 88,0 %                | 91,4 %                | 6,9 %    |
| Açores                       | 90,4 %                | 90,1 %                | 89,6 %                | 88,2 %                | 90,3 %                | 0,1 %    |
| Alentejo Central             | 85,7 %                | 87,2 %                | 87,4 %                | 90,2 %                | 89,5 %                | 3,8 %    |
| Lezíria do Tejo              | 89,5 %                | 85,8 %                | 86,0 %                | 84,7 %                | 88,4 %                | 0,9 %    |
| Cávado                       | 76,9 %                | 78,4 %                | 80,6 %                | 84,0 %                | 88,0 %                | 11,1 %   |
| Ave                          | 70,6 %                | 77,3 %                | 83,1 %                | 83,9 %                | 86,0 %                | 15,4 %   |
| Médio Tejo                   | 82,0 %                | 82,9 %                | 82,0 %                | 81,2 %                | 83,7 %                | 1,7 %    |
| Oeste                        | 81,6 %                | 79,6 %                | 80,6 %                | 81,1 %                | 81,4 %                | 0,2 %    |
| Viseu Dão-Lafões             | 74,2 %                | 76,1 %                | 75,0 %                | 74,9 %                | 79,5 %                | 5,3 %    |
| Alto Alentejo                | 74,5 %                | 73,6 %                | 78,4 %                | 77,7 %                | 79,3 %                | 4,8 %    |
| Alto Minho                   | 70,2 %                | 74,1 %                | 74,6 %                | 77,9 %                | 79,0 %                | 8,8 %    |
| Terras de Trás-os-Montes     | 75,6 %                | 74,7 %                | 78,4 %                | 77,2 %                | 78,6 %                | 3,0 %    |
| Douro                        | 66,1 %                | 70,4 %                | 71,7 %                | 72,5 %                | 78,1 %                | 12,0 %   |
| Beiras e Serra da Estrela    | 61,2 %                | 63,7 %                | 67,2 %                | 68,4 %                | 71,1 %                | 9,9 %    |
| Alto Tâmega                  | 63,7 %                | 65,0 %                | 63,4 %                | 63,1 %                | 66,6 %                | 2,9 %    |
| Tâmega e Sousa               | 57,7 %                | 60,2 %                | 62,1 %                | 60,8 %                | 64,4 %                | 6,7 %    |

1. ↑  «PORDATA - Ambiente de Consulta». www.pordata.pt. Consultado em 22 de novembro de 2022
2. ↑  «PORDATA - Ambiente de Consulta». www.pordata.pt. Consultado em 22 de novembro de 2022
3. ↑  «PORDATA - Ambiente de Consulta». www.pordata.pt. Consultado em 22 de novembro de 2022